# 703. pehotna divizija (Wehrmacht)
703. pehotna divizija (izvirno nemško 703. Infanterie-Division; kratica 703ID) je bila pehotna divizija Heera v času druge svetovne vojne.

## Zgodovina
Divizija je bila ustanovljena 22. marca 1945.

## Vojna služba
| Datum      | Delovanje | Korpus            | Armada     | Armadna skupina                | Področje |
| april 1945 |           | korpus Nizozemska | 25. armada | vrhovno poveljstvo severozahod | Ijmuiden |

## Organizacija
- 219. pehotni polk
- 495. pehotni polk
- 579. pehotni polk
- 703. fusilirski bataljon
- 973. tankovskolovski bataljon
- 1973. divizijske enote

## Pripadniki
Divizijski poveljniki
| 1. | Generalmajor Hans Hüttner |  | (marec 1945 – maj 1945) |